# サン・フェルディナンド
サン・フェルディナンド（イタリア語: San Ferdinando）は、イタリア共和国カラブリア州レッジョ・カラブリア県にある、人口約5,100人の基礎自治体（コムーネ）。

## 地理

### 位置・広がり

#### 隣接コムーネ
隣接するコムーネは以下の通り。
- ジョイア・タウロ
- ロザルノ

## 行政

### 分離集落
サン・フェルディナンドには、以下の分離集落（フラツィオーネ）がある。
- Pineta, Porta Sole, Torre